# سليم سلامة (ملحن)
سليم سلامة (ولد في 20 أغسطس 1968 في بيروت) هو ملحن لبناني. درسَ سنتين هندسة الكهرباء في جامعة بيروت العربية قبل أن يميل إلى الموسيقى حيث درس العزف على آلتَي الڠيتار الكهربائي والعود.

## مسيرته
في عام 1992، بدأ سلامة التلحين كعازف لآلة الڠيتار الكهربائي، انتقل بعدها إلى تعلّم العزف على آلة العود ومن ثم بدأ التلحين. تعامل مع كبار نجوم الوطن العربي أمثال نانسي عجرم، إليسا، نجوى كرم، باسكال مشعلاني، نوال الزغبي، فارس كرم، محمد اسكندر، عاصي الحلاني، معين شريف وغيرهم.
راكم سلامة طيلة مشواره حوالى 350 أغنية، كما يُعد صاحب أكبر عدد من الأغنيات الـناجحة.

## حياته العائلية
تزوج سليم سلامة من ثغاء عاصي ولهم ولدان محمد و آلين.

## ألحانه
- فارس كرم : التنورة - نسونجي
- ملحم زين : كان صديقي - مازعاد بدي ياك
- اليسا : عبالي حبيبي
- نانسي عجرم : يإسلام - احساس جديد - ماشي حدّي - شيخ للشباب
- نجوى كرم : التحدّي - تعى خبّيك
- نوال الزغبي : فوق جروحي - الف و ميه
- محمد اسكندر : جمهورية قلبي - قولي بيحبني - غرفة عمليات - ودّع لعزوبيه
- ديانا حداد : ماني ناني - قلبي وفي
- عزيز عبدو : جو جنون
- سيمون : حدشيتي قلبا معلق فيي كانت الأغنية أولى الأغنيات التي كانت سبب بشهرة السلامة الواسعة